# John Herbert Turner
Pour les articles homonymes, voir John Turner et Turner.
John Herbert Turner (6 mai 1834-9 décembre 1923), est un homme politique canadien de Colombie-Britannique. Il est premier ministre de la province de mars 1895 à août 1898.
Il est aussi maire de la capitale provinciale Victoria de 1879 à 1881.

## Biographie

### Premières années
Né à Claydon dans le Suffolk en Angleterre, Turner étudie à Whitstable dans le Kent. Il immigre en Amérique du Nord britannique et travaille comme marchand à Halifax pendant deux ans avant de s'installer à Charlottetown. Après un retour en Angleterre en 1860, il se marie et revient sur l'Île-du-Prince-Édouard jusqu'au moment où il apprend la découverte d'or dans le district de Cariboo et décide de s'y rendre pour tenter sa chance.

### Homme d'affaires
Arrivé Victoria en juillet 1862 et constatant l'économie florissante de la ville, il décide de s'y établir comme marchand. Il s'associe à l'homme d'affaires Jacob Hunter Todd pour former la Victoria Produce Market, mais l'association est de courte durée et se termine en octobre 1863. En 1864, Turner ouvre l'immeuble London House et la société d'importation d'articles de mode J. H. Turner and Company. En 1871, il s'associe avec deux londoniens, John Partridge Tunstall et Henry Coppinger Beeton, pour fonder la Turner, Beeton, and Tunstall and Co..

### Politique municipale
Déclinant une offre pour se présenter comme candidat sur la scène provinciale lors de l'élection de 1871, il siège comme échevin de Victoria de 1876 à 1879. Élu sans opposition à la mairie, il demeure en poste jusqu'en 1881. Pendant son mandat de maire, il continue de s'impliquer dans plusieurs conseils d'administration dont la British Columbia Benevolent Society, la Royal Jubilee Hospital et la British Columbia Agricultural Association. En juin 1882, il quitte la côté du Pacifique pour se rendre à Londres où il représente la province pendant la International Fisheries Exhibition durant l'été 1883.

### Politique provinciale
Revenu dans la province, il entre en politique provinciale et siège à l'législature provinciale dès 1886. Associé au cercle des gouvernant se succédant de 1883 à 1898, il entre dans le gouvernement de A. E. B. Davie au poste de ministre des Finances en août 1887. Il conserve se portefeuille dans les gouvernements successifs de John Robson et Theodore Davie.

### Premier ministre
Davie démissionne en mars 1895 pour accepter un poste de juge à la Cour suprême de la Colombie-Britannique. Turner le remplace et conserve la charge de ministre des Finances et de l'Agriculture. Sa gestion des Finances, de 1887 à 1898, demeure toutefois très critiquée en raison de la succession de budgets déficitaires chaque année et de l'augmentation par sept de la dette publique. Cette augmentation est en partie causée par d'onéreuses subventions au agents de développement ferroviaire. Les journaux d'opposition en viennent a nommer cette politique de turnerisme et des reproches d'utilisation de ses fonctions politique à des fins d'enrichissement personnel caractérisent son administration. Avec son ministre Charles Edward Pooley en 1897, ils acceptent se siéger au conseil d'administration de deux entreprises londoniennes spéculatives. Cette décision amène les journaux d'opposition à les nommés catins politiques et Turner décide d'intenter un procès pour diffamation. Turner perd le procès au début 1898, minant sa crédibilité personnelle et celle de son gouvernement. Cette réputation d'obéir aux grandes entreprises, dont la famille de James Dunsmuir, décline la popularité de son gouvernement qui perd l'élection de 1898. Malgré une tentative de se maintenir en poste, le lieutenant-gouverneur Thomas Robert McInnes lui demande de démissionner et demande à Charles Augustus Semlin de former le nouveau gouvernement.

### Politique provinciale (suite)
Devenu chef de l'opposition officielle jusqu'en juin 1900. Peu après, il reprend les portefeuilles des Finances et de l'Agriculture dans le cabinet de James Dunsmuir. Il démission de ses charges politiques en septembre 1901 pour accepter la fonction de représentant général de la province au Royaume-Uni,.

### Dernières années
Exerçant la fonction de représentant général pendant une quinzaine d'années, il fait la promotion de la province et contribue à la construction de la British Columbia House qui sera inaugurée l'année de son remplacement par Richard McBride à la fin de 1915. Il reprend le poste après le décès de McBride en août 1917 et se retire définitivement en 1918.
Turner meurt dans le quartier londonien de Richmond en décembre 1923 à l'âge de 89 ans. Il est inhumé dans le cimetière de Kensal Green de Londres.